# Ardisia primulifolia
Ardisia primulifolia är en viveväxtart som beskrevs av George Gardner och Champ. Ardisia primulifolia ingår i släktet Ardisia och familjen viveväxter. Inga underarter finns listade i Catalogue of Life.